# Шулер, Марко
Ма́рко Шу́лер (словен. Marko Šuler; 9 марта 1983, Словень-Градец, СФРЮ) — словенский футболист, защитник. Выступал в сборной Словении.

## Клубная карьера
Воспитанник клуба «Партизан» из своего родного города Словень-Градец. В 2001 году подписал свой первый профессиональный контракт с клубом «Дравоград», за который Марко выступал три года. В 2004 году перешёл в «Горицу», в составе которой дважды становился чемпионом Словении (в 2005 и 2006 годах). Всего за 4 сезона в «Горице» Шулер провёл 107 матчей и забил 7 мячей. В 2008 году перешёл в бельгийский «Гент», подписав контракт до середины 2013 года. В новом клубе дебютировал 10 февраля в матче против «Зюлте-Варегема» и сразу же открыл счёт голам за новый клуб

## Международная карьера
В национальной сборной дебютировал 26 марта 2008 года в матче против сборной Венгрии. Первый гол за сборную забил 20 августа 2008 года в товарищеском матче против сборной Хорватии (2-3).

## Достижения
«Дравоград»
- Финалист Кубка Словении: 2004

«Горица»
- Чемпион Словении: 2004/05, 2005/06
- Серебряный призёр Словении: 2006/07
- Финалист Кубка Словении: 2005

«Гент»
- Финалист Кубка Бельгии: 2008

«Легия»
- Чемпион Польши: 2012/13
- Обладатель Кубка Польши: 2013

«Марибор»
- Чемпион Словении: 2013/14
- Обладатель Суперкубка Словении: 2014

## Статистика
| Сезон   | Клуб      | Страна        | Лига        | Матчи | Голы |
| ------- | --------- | ------------- | ----------- | ----- | ---- |
| 2002/03 | Дравоград | Флаг Словении | Первая лига | 13    | 0    |
| 2003/04 | Дравоград | Флаг Словении | Первая лига | 22    | 0    |
| 2004/05 | Горица    | Флаг Словении | Первая лига | 25    | 1    |
| 2005/06 | Горица    | Флаг Словении | Первая лига | 33    | 1    |
| 2006/07 | Горица    | Флаг Словении | Первая лига | 30    | 0    |
| 2007/08 | Горица    | Флаг Словении | Первая лига | 19    | 5    |
| 2007/08 | Гент      | Флаг Бельгии  | Лига Жюпиле | 13    | 1    |
| 2008/09 | Гент      | Флаг Бельгии  | Лига Жюпиле | 16    | 3    |
| 2009/10 | Гент      | Флаг Бельгии  | Лига Жюпиле | 27    | 0    |
| Всего   | Всего     | Всего         | Всего       | 196   | 11   |

## Голы за сборную
Счёт и результат для Словении показан первым.
| # | Дата            | Место                           | Соперник   | Счёт | Результат | Соревнование      |
| - | --------------- | ------------------------------- | ---------- | ---- | --------- | ----------------- |
| 1 | 20 августа 2008 | Людски врт, Марибор             | Хорватия   | 1:0  | 2:3       | Товарищеский матч |
| 2 | 14 октября 2009 | Олимпийский стадион, Серравалле | Сан-Марино | 3:0  | 3:0       | ОЧМ 2010          |